# Celluloide
Celluloide és una pel·lícula dramàtica històrica italiana de 1996 dirigida per Carlo Lizzani a partir d'un guió de Furio Scarpelli, Ugo Pirro i Lizzani, basada en la novel·la homònima de Pirro de 1983. És protagonitzada per Giancarlo Giannini, Massimo Ghini, Anna Falchi i Lina Sastri.

## Trama
La pel·lícula narra de manera ficcionada la gènesi de la pel·lícula Roma, ciutat oberta (1945), una obra mestra del cinema neorealista, a partir de les dificultats que va trobar el seu director Roberto Rossellini, el seu l'amic i guionista Sergio Amidei i tota la tripulació abans i durant el rodatge, després per la tèbia reacció de la crítica el vespre de l'"estrena", fins a l'èxit aconseguit per la intervenció providencial d'un soldat estatunidenc que porta una còpia de la pel·lícula a Nova York.

## Repartiment
- Giancarlo Giannini com a Sergio Amidei
- Massimo Ghini com a Roberto Rossellini
- Anna Falchi com a Maria Michi
- Lina Sastri com a Anna Magnani
- Massimo Daiuto com a Giuseppe Amato
- Antonello Fassari com a Aldo Fabrizi
- Milva com La Comtessa
- Christopher Walken com a oficial nord-americà Rod E. Geiger
- Massimo Ciavarro com a Massimo Serato
- Francesca Ventura com a Jone Tuzi, el supervisor del guió
- Francesco Siciliano com a Federico Fellini

Giuliano Montaldo té un cameo sense acreditar com Civalleri, un dels primers finançadors de la pel·lícula.

## Producció
La pel·lícula va ser un projecte de passió de Lizzani, que va intentar finançar-la des de 1983. Sabrina Ferilli va ser escollida originalment per interpretar Magnani, però es va acabar negant. Fotografia principal va començar el 8 de maig de 1995 a Roma.

## Cost i taquilla
La pel·lícula va costar 6.500 milions de lires, però en va recaptar només 293,6 milions.

## Reconeixements
| Premi              | Data de cerimònia | Categoria                  | Recipient(s)                            | Resultat  | Ref.        |
| ------------------ | ----------------- | -------------------------- | --------------------------------------- | --------- | ----------- |
| David di Donatello | 9 de juny de 1996 | Millor pel·lícula          | Celluloide                              | Nominat   | [ 5 ] [ 6 ] |
| David di Donatello | 9 de juny de 1996 | Millor director            | Carlo Lizzani                           | Nominat   | [ 5 ] [ 6 ] |
| David di Donatello | 9 de juny de 1996 | Millor actor protagonista  | Giancarlo Giannini                      | Guanyador | [ 5 ] [ 6 ] |
| David di Donatello | 9 de juny de 1996 | Millor actriu protagonista | Lina Sastri                             | Nominat   | [ 5 ] [ 6 ] |
| David di Donatello | 9 de juny de 1996 | Millor argument            | Furio Scarpelli Ugo Pirro Carlo Lizzani | Guanyador | [ 5 ] [ 6 ] |
| David di Donatello | 9 de juny de 1996 | Millor músic               | Manuel De Sica                          | Guanyador | [ 5 ] [ 6 ] |
| David di Donatello | 9 de juny de 1996 | Millor vestuari            | Luciano Sagoni                          | Nominat   | [ 5 ] [ 6 ] |
| Nastro d'argento   | 1997              | Millor director            | Carlo Lizzani                           | Nominat   |             |
| Nastro d'argento   | 1997              | Millor vestuari            | Luciano Sagoni                          | Nominat   |             |
| Nastro d'argento   | 1997              | Millor escenografia        | Luciano Sagoni                          | Nominat   |             |
| Globo d'oro        | 1997              | Millor argument            | Furio Scarpelli Ugo Pirro Carlo Lizzani | Guanyador |             |